# Папий (адмирал)
Папий (на латински: Papias) е древноримски адмирал. По време на Сицилианската гражданска война, командва силите на Секст Помпей в битката при Миле.
Апиан споменава няколко пъти Папий в книгите си за римските войни, по специално в тези свързани с войната между Секст Помпей и триумвирата. През 36 пр.н.е. Папий атакува флота на Марк Емилий Лепид при пътуването му към Лилибей, югозападната част на Сицилия. Въпреки че нанася тежки загуби на флота на Лепид, в крайна сметка Папий не успява да предотврати армията на триумвира да достигне Сицилия.
По-късно през същата година Папий командва силите на Секст Помпей в битката при Миле срещу републиканските сили командвани от Марк Агрипа. По време на битката, корабът на Папий е потопен, но той успява с плуване да достигне до друг кораб и да продължи военните действия. Секст Помпей, който наблюдава развоя на събитията от брега, дава сигнал на силите водени от Папий да се оттеглят, след като разбира, че битката върви в полза на Агрипа. Папий успява да организира отстъплението на флота в плитчините, където по-големите и по-тежки кораби на Агрипа не могат да ги следват. По-късно корабите на Папий успяват да се изплъзнат от силите на Агрипа в източна посока.